# Scanilepiformes
Gli scanilepiformi (Scanilepiformes) sono un gruppo di pesci ossei estinti, appartenenti agli attinotterigi. Vissero tra il Permiano superiore e il Giurassico inferiore (circa 255 - 199 milioni di anni fa) e i loro resti fossili sono stati ritrovati in Europa, Asia e Nordamerica.

## Descrizione
Questi pesci si differenziavano dagli altri attinotterigi arcaici principalmente per la presenza di una lunghissima pinna dorsale, sostenuta da più di 50 raggi. Il margine posteriore della pinna dorsale era lobato, così come quello della pinna anale. La pinna caudale, invece, non era bilobata ed era a forma di ventaglio. I segmenti corti dei raggi delle pinne mediane erano ornamentati da striature longitudinali. Le scaglie erano grandi e lisce, ma quelle anteriori potevano portare una debole ornamentazione striata. Il corpo degli scanilepiformi, solitamente, era di forma allungata, mentre il cranio era dotato di un muso corto dotato di denti aguzzi, simile a quello di alcuni perleidiformi.

## Classificazione
Non è chiaro quali fossero le reali parentele degli scanilepiformi. Le caratteristiche dello scheletro indicano che questi pesci potrebbero essere stati un gruppo posto alla base dei neotterigi, ovvero il più grande gruppo di pesci ossei presenti tuttora; analisi cladistiche compiute nel 2011 indicherebbero che gli scanilepiformi fossero leggermente più derivati dei perleidiformi, in un gruppo comprendente anche i folidopleuriformi come Australosomus (Xu e Gao, 2011). Analisi più recenti, tuttavia, indicano che gli scanilepiformi potrebbero essere stati vicini all'origine dei politteridi attuali (Polypteridae): la comparazione tra il cranio dello scanilepiforme Fukangichthys e quello dell'attuale Erpetoichthys calabaricus ha evidenziato notevoli somiglianze (Giles et al., 2017). Un'enigmatica "struttura circolare" di fibre di collagene intrecciate, osservata per la prima volta nelle scaglie dell'enigmatico Toyemia, ricorda l'elasmodina dei Polypteridae; le scaglie di Toyemia sembrano rappresentare la condizione ancestrale delle scaglie dei politteri attuali (Bakaev e Kogan, 2022).
L'ordine Scanilepiformes venne istituito nel 1999 da Sytchevskaya, per includere alcuni pesci del Triassico dall'incerta collocazione sistematica. All'interno del gruppo sono noti Scanilepis (il genere tipo, del Triassico superiore della Svezia e del Giurassico inferiore della Norvegia), Evenkia (del Triassico inferiore della Siberia), Oshiaichthys (Triassico superiore del Kyrgyzstan), Tanaocrossus (Triassico superiore degli Stati Uniti), Fukangichthys (Triassico medio della Cina), Mizhilepis (Triassico superiore della Cina) e Beishanichthys (Triassico inferiore della Cina). Nel 2022, una ridescrizione del genere Toyemia, del Permiano superiore della Russia, ha permesso di comprendere come l'origine degli scanilepiformi risalga alla fine del Paleozoico (Bakaev e Kogan, 2022).

## Paleoecologia
Quasi tutti i fossili di scanilepiformi provengono da sedimenti di origine dulciacquicola, tranne Scanilepis del Triassico superiore e del Giurassico inferiore. Si suppone quindi che gli scanilepiformi si siano originati nel Triassico inferiore in ambienti di acqua dolce nei continenti settentrionali; il ritrovamento in ambienti di origine marina del Triassico superiore rappresenterebbe un'invasione successiva, verso la fine della storia evolutiva di questo clade.
Considerando la morfologia funzionale delle pinne mediane, gli scanilepiformi non dovevano essere veloci nuotatori; forse, come l'odierna amia (Amia calva) a cui rassomigliavano superficialmente, erano lenti nuotatori in acque calme, e i loro denti aguzzi indicano che dovevano essere voraci predatori opportunisti (Xu e Gao, 2011).